# Box Car Racer
Box Car Racer foi uma banda paralela (é insistido por Tom DeLonge que nunca foi uma "banda" mas simplesmente um projeto) criado por Tom DeLonge do Blink-182 em 2002.

## História
Box Car Racer foi concebido pelo guitarrista e vocalista do Blink-182 Tom DeLonge e formado durante uma pausa nas turnês. Uma turnê européia para o Blink-182 no inverno de 2001 foi adiada logo após os ataques de 11 de setembro, e as datas remarcadas no início de 2002 também foram canceladas devido a problemas nas costas de DeLonge. As raízes de Box Car Racer começaram com DeLonge tocando violão durante as sessões de gravação do álbum de 2001 do Blink-182,  Take Off Your Pants and Jacket  e cresceram a partir daí.
Tom logo recrutou Travis Barker justificando que o motivo era para não ter que pagar por um baterista de estúdio.
Pegando Barker do blink 182 e David Kennedy, gravaram seu álbum homônimo Box Car Racer em 2002. No álbum Tom fez todo o trabalho do baixo, mas Anthony Celestino foi quem tocou em suas apresentações. Convidados no álbum aparecem Mark Hoppus do Blink-182, Tim Armstrong do Rancid e Jordan Pundik do New Found Glory.
Tom e Travis afirmam que a banda recebeu forte influência de Dischord Emo, citando influências como as de Rites of Spring, Fugazi e mais tarde bandas de hardcore como a Quicksand.
A banda foi extinta em 2003. Tom declarou publicamente que Box Car Racer está morta e nunca mais se reunirá. Seu website foi retirado da Internet em março de 2005. Muitas pessoas especularam que o novo projeto de Tom era o de criar um novo álbum da Box Car Racer quando ele inicialmente declarou que estava trabalhando em um novo álbum, mas esses rumores desapareceram depois do anúncio do +44 e Angels and Airwaves.
É dito que a criação da Box Car Racer criou uma crescente tensão entre Mark Hoppus e Tom DeLonge. Possivelmente causada pela "paralisação" da Blink-182.

## Origem do nome
O nome da banda vem do bombardeiro B-29 que lançou a segunda bomba atômica na cidade japonesa de Nagasaki. O nome do avião era "Bockscar". Tom disse em uma entrevista que ele viu o nome escrito incorretamente como "Boxcar".

## Integrantes
- Tom DeLonge - vocal e guitarra
- Travis Barker - bateria
- David Kennedy - guitarra
- Anthony Celestino - baixo

## Álbum
- Box Car Racer (2002)

## Singles
- "I Feel So" (2002)
- "There Is" (2003)